# Бојан Панаотовић
Бојан Панаотовић (Нови Сад, 1974) српски је културни радник, публициста и бивши водитељ.

## Биографија
Дипломирао је социологију на Филозофском факултету.
Bо је аутор и водитељ емисије „Екстреми” на новосадској телевизији „Мост” а потом на Новосадској ТВ.
На челу КЦНС је од јуна 2015. године. Испрва је био вршилац дужности, док је од јула 2016. је  именован за директора.

## Дела
- На маргини љубави : лирски записи, 1991.[3]
- Ја психијатријски случај : проза о времену садашњем, 1992.
- Књига о Џонију, 1993.
- Записи из кладионице, 2000.
- Плавци у Сомбору : строго пов., 2003.